# Santa Iria de Azóia
Santa Iria de Azóia ist eine portugiesische Vila und ehemalige Gemeinde im Kreis Loures, nur wenige Kilometer nordöstlich von Portugals Hauptstadt Lissabon. Die Gemeinde hatte ein Territorium von 7,6 km² und umfasste eine Bevölkerung von 18.146 Personen (Stand 30. Juni 2011).
Der Ort wurde am 1. Februar 1988 zur Vila (Kleinstadt) erhoben.
Am 29. September 2013 wurden die Gemeinden Santa Iria de Azoia, São João da Talha und Bobadela zur neuen Gemeinde União das Freguesias de Santa Iria de Azoia, São João da Talha e Bobadela zusammengeschlossen. Santa Iria de Azoia ist Sitz dieser neu gebildeten Gemeinde.

## Bauwerke
- Schloss von Pirescoxe

## Verkehr
Der Ort ist sowohl durch die kurze Autoestrada A30 des Betreibers Estradas de Portugal, die hier endet, und ebenfalls mit der längeren Autoestrada A1 des Betreibers Brisa  mit Sacavém verbunden. Die Autoestrada A1, Teil der Europastraße 1, führt in nördlicher Richtung bis Porto.

## Söhne und Töchter der Stadt
- Jerónimo de Sousa (* 1947), Politiker, Generalsekretär der Kommunistischen Partei Portugals (PCP)